# 自性院 (福井市)
自性院（じしょういん）は、福井県福井市西木田にある天台宗の寺院。

## 歴史
この寺は、奈良朝時代には紫雲山佛光寺と称して、越前東郷赤坂岡山に開創され、その後慶長10年清池院日乗上人が現在の地（福井県福井市西木田）に移した。
寺伝によると、お市の方23回忌相当年に織田信長の妹、柴田勝家の正室お市の方の院号（自性院）を賜り如意輪山願應寺自性院と改称したと伝えられている。以後お市の方の菩提所となる。
また、江戸初期には東叡山寛永寺（上野）の支院となり、また東照宮別当職泉蔵院（現在の佐佳枝廼社）の縁故寺院となっている。